# Футбол 1
«Футбол 1» — закритий український спортивний телеканал, що входив до складу медіаконгломерату Медіа Група Україна, що належить Рінату Ахметову. Транслювали світові, європейські, українські чемпіонати і кубки, матчі збірних, турніри УЄФА та ФІФА, а також програми власного виробництва.
Канали були доступні у пакеті оператора платного супутникового телебачення Xtra TV, а також у пакетах кабельних та IPTV-операторів в SD та HD-якості.
«Футбол 1»/«Футбол 2»/«Футбол 3» входили до складу ТОВ «Медіа Група Україна», акціонером якої була компанія «Систем кепітал менеджмент» Ріната Ахметова.

## Історія
18 листопада 2008 року розпочав мовлення попередник сучасних каналів – телеканал «Футбол». Його першою трансляцією була гра між збірними України та Білорусі в рамках відбіркового етапу до Чемпіонату Світу 2010. Першою ж прямою трансляцією став матч Україна - Норвегія. 
1 березня 2011 року в українському етері з’явився телеканал «Футбол+».
З 1 червня 2012 року телеканал «Футбол» перейшов до мовлення у широкоекранному форматі 16:9, а телеканал «Футбол+» — з 3 липня того ж року.
30 листопада 2013 року назви телеканалів «Футбол» та «Футбол+» було змінено на «Футбол 1» та «Футбол 2», і канали увійшли до єдиного пакету телеоператорів. Графічне оформлення ефіру телеканалів стало єдиним, рівнозначним стало також і програмування: матчі усіх чемпіонатів та присвячені їм програми розподіляються у паритетному співвідношенні.
Влітку 2014 року канали були офіційними мовниками Чемпіонату світу в Бразилії, а восени розпочали трансляції Кваліфікаційних матчів Чемпіонату Європи 2016 – зокрема, поєдинків збірної України. Також з 2014 по 2021 роки телеканали «Футбол 1»/«Футбол 2» були офіційними мовниками Ліги чемпіонів та Ліги Європи УЄФА. Телеканал створює тематичні студії і програми під час значущих футбольних подій.
У зв'язку з російським вторгненням в Україну з 24 лютого по 24 березня та з 12 по 21 липня 2022 року телеканали цілодобово транслювали інформаційний марафон «Єдині новини» з власними логотипами, а з 28 лютого 2022 року — з логотипом спорідненого каналу «Україна 24».
З 24 березня по 11 липня о 18:00 канали «Футбол 1» та «Футбол 2»  відновили самостійне мовлення.
11 липня 2022 року кінцевий власник медіахолдингу Рінат Ахметов оголосив про припинення діяльності телеканалів та друкованих ЗМІ «Медіа Групи Україна» та вихід материнської компанії «SCM» з медіа бізнесу, обумовивши це прийняттям закону про деолігархізацію. Всі ліцензії якими володіли телеканали будуть передані у власність держави. Пізніше у медіагрупі прояснили що державі передані тільки ліцензії, які видавала НацРада з питань телебачення та радіомовлення, а активи телеканалів будуть розпродані. З наступного дня, 12 липня, всі телеканали медіагрупи припинили самостійне мовлення і розпочали трансляцію марафону «Єдині новини».
22 липня 2022 року телеканал припинив своє мовлення.

## Нагороди

### «Телетріумф»
- Номінація «Спортивна програма»: «Великий футбол» з Олександром Денисовим – 2015, 2016.
- Номінація «Ведучий спортивних програм»: Олександр Денисов – 2012, 2015, 2016.
- Номінація «Спортивний коментатор»: Віктор Вацко – 2010, 2012, 2013, 2015, 2016, 2017.

## Чемпіонати та турніри, які транслювалися телеканалами
Інформація станом на 1 листопада 2021 року
- Українська Прем’єр-ліга
- Перша ліга України
- Кубок України
- Суперкубок України
- Кваліфікація ЧС-2022
- Ліга націй УЄФА
- Кубок Лібертадорес
- Нідерландська ліга Ередивізі
- Турецька Суперліга
- Професійна ліга Аргентини
- Кубок Італії
- Суперкубок Італії
- Кубок Бразилії
- Кубок португальської ліги
- Американська МЛС

## Програми власного виробництва телеканалів
- «Великий футбол» з Олександром Денисовим
- «Футбол NEWS» (ведучі – Віталій Плецан, Алла Бублій, Елла Іванюкович, Михайло Баранов, Олександр Федоришин)
- «УПЛ Online»
- «Перша Online»
- «Головна команда» (ведучий – Іван Гресько)
- «Fan Talk»
- «Моя гра» з Аллою Бублій
- «Ліга націй»
- «Ліга націй. ONLINE»

## Експерти телеканалів
Постійними експертами каналів були у минулому відомі футболісти: Віктор Леоненко, Йожеф Сабо, Віктор Грачов, Євген Левченко, Олександр Сопко, Сергій Морозов, Олексій Бєлік, Олександр Яковенко, Рустам Худжамов та багато інших.

## Коментатори
- Віктор Вацко (2010—2012, 2013—2019, 2020—2022)
- Богдан Костюк (2019—2022)
- Микола Кравчук (2012—2022)
- Кирило Круторогов (2009—2022)
- Андрій Малиновський (2008—2020)
- Олександр Михайлюк (2010—2022)
- Андрій Столярчук (2015—2022)
- Роман Тимощук (2013—2022)
- Владислав Шалота (2019—2022)
- Максим Гіленко (2011—2022)
- Роберто Моралес (2010—2019)
- Дмитро Гавриленко (2012—2015)
- Сергій Панасюк † (2008—2015)
- В'ячеслав Шарафудінов (2011—2014)
- Юрій Розанов (2012—2014)
- Олександр Тингаєв (2008—2010)

## Топ-менеджмент каналів «Футбол 1»/«Футбол 2»/«Футбол 3»
- Олександр Денисов — директор каналів
- Роман Бориско — заступник директора
- Іван Гресько — шеф-продюсер каналів
- Євген Садовий — програмний директор каналів

## Логотипи
Телеканал змінив 4 логотипи.
- З 18 листопада 2008 по 24 грудня 2009 року логотипом телеканалу були три дуги синього, жовтого та зеленого кольорів, біля яких був синій напис «ФУТБОЛ». Знаходився у лівому нижньому куті.
- З 25 грудня 2009 по 7 вересня 2012 року використовувався схожий логотип, але дуги стали жовтого кольору, а слово «ФУТБОЛ» — білого, зі зміненим шрифтом. Знаходився там само.
- З 8 вересня 2012 по 29 листопада 2013 року логотипом був жовтий прямокутник із заокругленнями, всередині якого чорне слово «ФУТБОЛ».
- З 30 листопада 2013 по 21 липня 2022 року використовувався схожий логотип: прямокутник став сірим і напівпрозорим, а слово «ФУТБОЛ» ― прозорим. Праворуч знаходиться напівпрозора стилізована цифра «1». Логотип анімований: час від часу прямокутник стає чорним, а напис — жовтим і зникає напівпрозорість. Для HD-версій телеканалу праворуч додатково розташовано напівпрозорий напис «HD».